# Atherstone
Atherstone is een civil parish in het bestuurlijke gebied North Warwickshire, in het Engelse graafschap Warwickshire. De plaats telt 8670 inwoners.

## Geboren in Atherstone
- Albert Hagers (16 maart 1915 - 2005), figuratieve Oostendse kunstschilder